# Vladislav Troïtsky
Vladislav Troïtsky (ukrainien : Владислав Юрійович Троїцький) né le 26 novembre 1964 à Oulan-Oudé est un acteur et directeur de théâtre.
Il est connu pour la création de Dakh en 1994, du groupe DakhaBrakha en 2004, de Gogolfest en 2007, ainsi que du groupe des Dakh Daughters en 2012.

## Récompenses
- Lauréat du prix Vassyl-Stous en 2019,
- du prix national Taras-Chevtchenko en 2020.

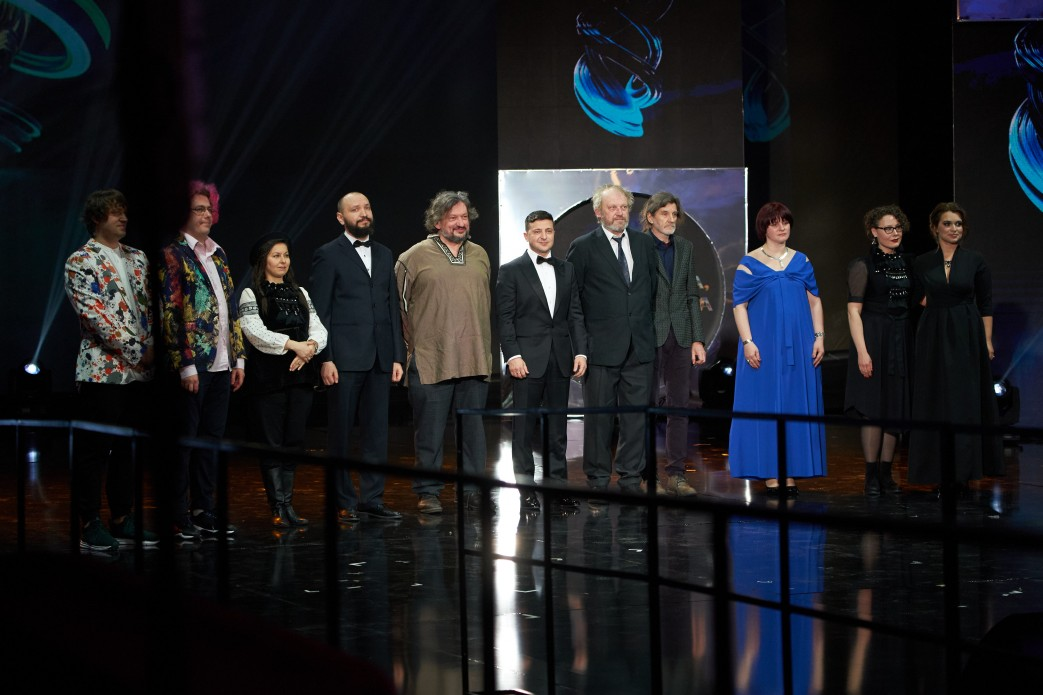
Recevant le prix Chevtchenko avec Marianna Kiyanovska, Taras Prokhasko et Roman Grygoriv.